# Década de 1510
Séculos: (Século XV - Século XVI - Século XVII)
Décadas: 1460 1470 1480 1490 1500 - 1510 - 1520 1530 1540 1550 1560
Anos: 1510 - 1511 - 1512 - 1513 - 1514 - 1515 - 1516 - 1517 - 1518 - 1519